# Salas de los Infantes
Salas de los Infantes è un comune spagnolo di 1 974 abitanti situato nella comunità autonoma di Castiglia e León.